# Tongeia sachalinensis
Tongeia sachalinensis är en fjärilsart som beskrevs av Matsumura 1925. Tongeia sachalinensis ingår i släktet Tongeia och familjen juvelvingar. Inga underarter finns listade i Catalogue of Life.